# 카메룬 여자 축구 국가대표팀

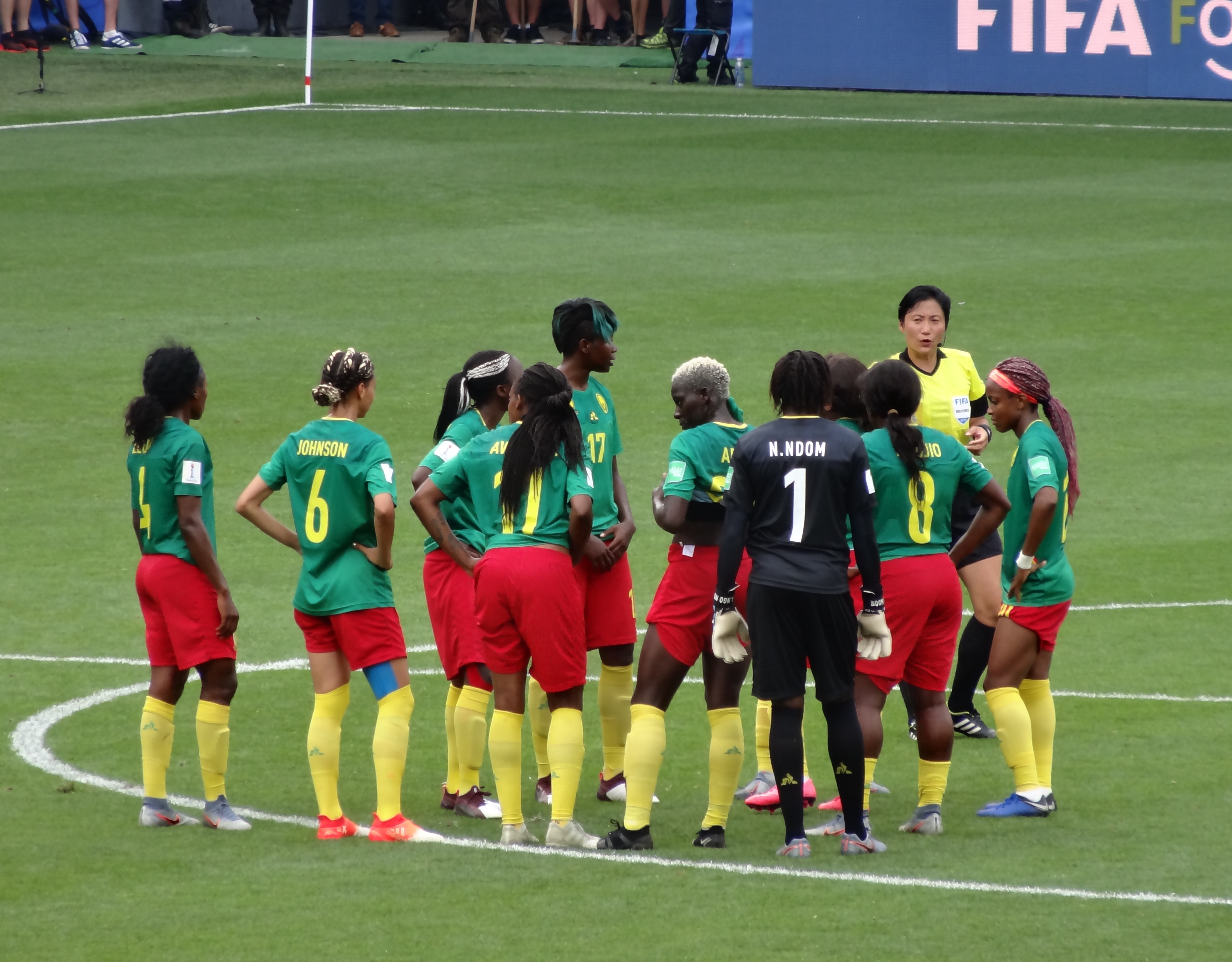

카메룬 여자 축구 국가대표팀은 카메룬을 대표하는 여자 축구 대표팀으로 카메룬 축구 연맹에서 관리한다. 남자 대표팀과 마찬가지로 '불굴의 암사자들'이라는 별칭으로 알려져 있는 팀으로 1991년 6월 15일 나이지리아와의 1991년 아프리카 여자 축구 선수권 대회 결승전에서 국제 경기 데뷔전을 치렀으며 이 경기에서 0-2로 패하며 준우승에 머물렀다.

## 국제 대회 경력

### FIFA 여자 월드컵
2015년 FIFA 여자 월드컵 아프리카 지역 예선을 겸한 2014년 아프리카 여자 축구 선수권 대회에서 준우승을 차지하며 사상 첫 월드컵 본선에 올라 처녀 출전인 이 대회에서 16강에 진출하는 돌풍을 일으켰고 또한 2018년 아프리카 여자 네이션스컵 3위로 2019년 대회 본선에도 출전하여 전 대회에 이어 2회 연속 월드컵 16강에 오르는 기염을 토했다.

### 아프리카 여자 네이션스컵
아프리카 여자 네이션스컵 12번의 본선 대회 중 2014년 대회를 포함한 4번의 대회에서 준우승을 차지했고 7번의 대회에서 4강에 오르는 등 11번의 대회에서 4위 이상의 준수한 성적을 거두었으나 정작 나이지리아의 독주에 밀리며 한번도 우승컵을 들어올리지 못했다.

### 하계 올림픽
올림픽 축구 본선에는 2012년 대회에 처음으로 출전했지만 그나마도 개최국인 영국, 브라질, 뉴질랜드를 상대로 승점 단 1점도 얻지 못한 채 3전 전패·A조 최하위로 일찌감치 대회를 마감했다.

### 올아프리카 게임
올아프리카 게임에는 5번의 대회 중 4번 출전하여 이 중 2011년 대회에서 금메달을 획득하며 사상 첫 국제 대회 우승을 맛보았고 2015년과 2019년 대회에서는 은메달을, 2003년 대회에서는 동메달을 수확했다.

## 성적

### FIFA 여자 월드컵
- 1991년: 예선 탈락
- 1995년: 기권
- 1999년 ~ 2011년: 예선 탈락
- 2015년: 16강
- 2019년: 16강

### 올림픽 축구
- 1996년: 기권
- 2000년: 예선 탈락
- 2004년: 예선 탈락
- 2008년: 예선 탈락
- 2012년: 조별 예선
- 2016년: 예선 탈락

### 아프리카 여자 네이션스컵
- 1991년: 준우승
- 1995년: 기권
- 1998년: 4위
- 2000년: 조별 예선
- 2002년: 3위
- 2004년: 준우승
- 2006년: 4위
- 2008년: 4위
- 2010년: 4위
- 2012년: 3위
- 2014년: 준우승
- 2016년: 준우승
- 2018년: 3위

## 같이 보기
- 카메룬 축구 국가대표팀